# 蒸腾作用

蒸腾作用概况：

1. 水被动地输入根部，然后进入木質部。
2. 内聚力和粘附力导致水分子在木质部中形成一个水柱子。
3. 水从木质部移动到叶肉细胞中，从其表面蒸发并通过气孔扩散离开植物

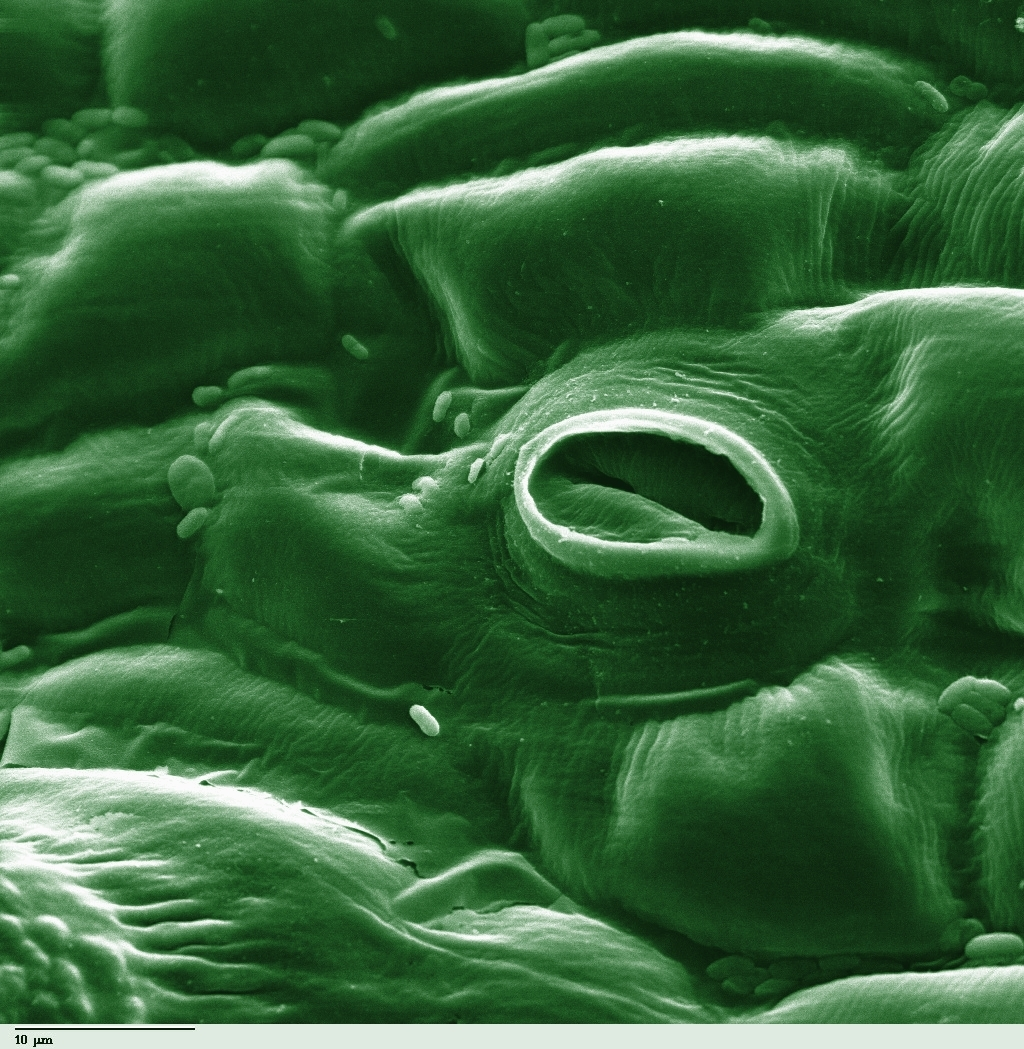
通过彩色扫描电子显微镜显示番茄叶中的气孔。

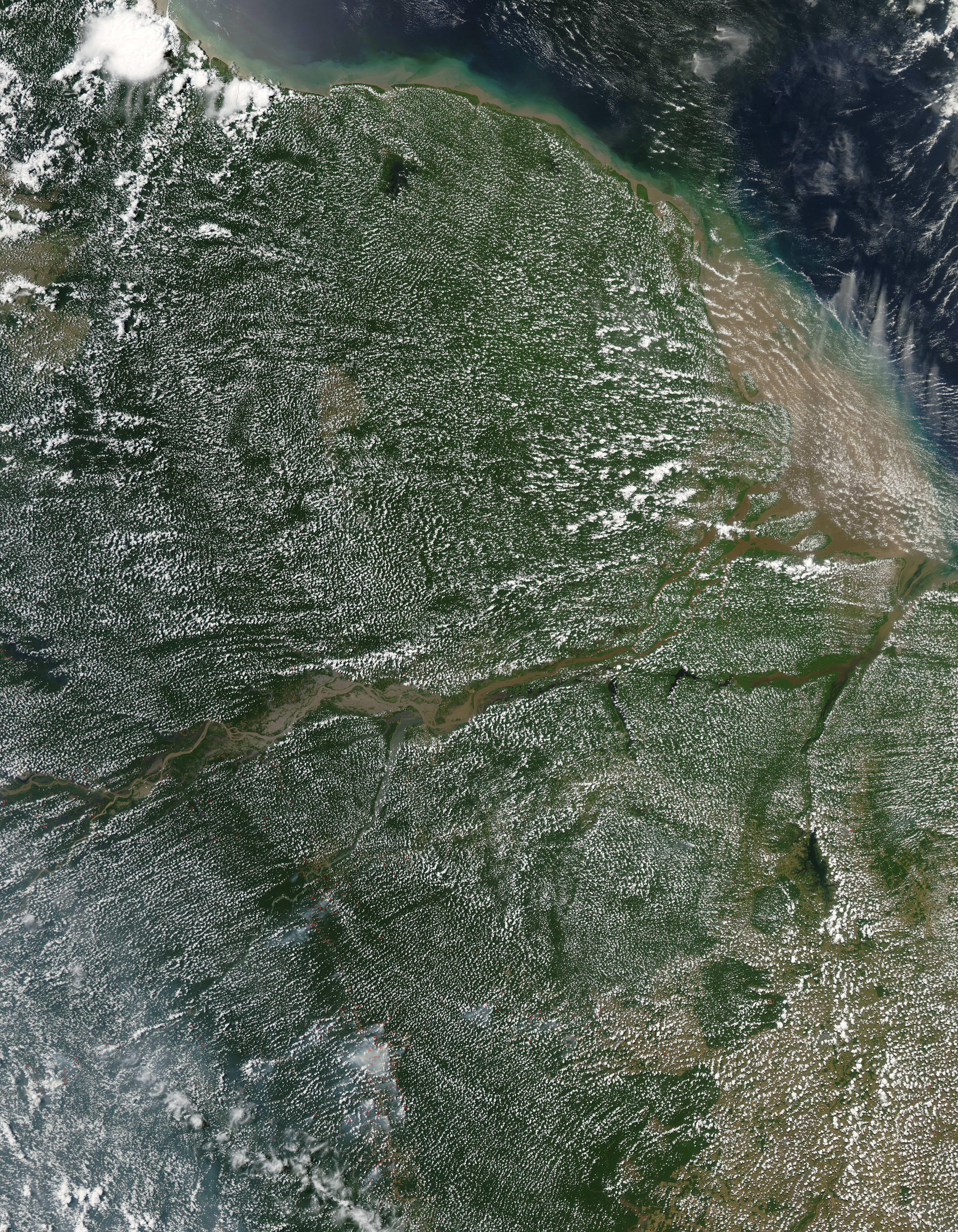
亚马逊雨林这幅图像中的云是蒸發散的结果。

（或稱蒸騰作用）是穿越植物體的水分運動以及從植物的地上部分（如葉，莖和花）蒸發的整個過程。
水對植物是必需的，但只有少量被根吸收的水用於生長代謝、光合作用及維持膨壓，剩下的97-99.5％由於蒸騰和吐水而損失。葉子表面上點綴著稱為氣孔的毛孔，在大多數植物中，它們在葉子下側更多。氣孔與保衛細胞和它們的氣孔輔助細胞（一起稱為氣孔複合體）鄰接，這些細胞打開和關閉孔隙。蒸騰通過氣孔發生，並且可以被認為是與氣孔打開相關的必要“成本”，以允許空氣中的二氧化碳氣體擴散進行光合作用。蒸騰作用還可以冷卻植物，改變細胞的滲透壓，且為蒸散流的動力來源，使礦物質營養物質和水分從根部向地上部分大量流動。
水分在植物表面由液體變成氣體，這過程需要能量，這能量稱為汽化热，在大自然中能量是由太陽供應的。植物从根部吸收到的水分，大约只有1%留在体内，用于各种生理过程，而其他的99%会通过蒸腾作用散失，而且数量很大，一株玉米到结实为止大约要通过蒸腾作用散失300公斤的水。

## 進行位置
蒸騰作用會在三個地方進行：
1. 氣孔：氣孔分布在葉片及綠莖上，水分從植物細胞蒸發，水氣透過氣孔向外界擴散，在茂密的植物大概有90%的水分是透過這途徑散失的。
2. 角質層：水分在表皮細胞的細胞壁蒸發，並穿過覆蓋著葉片及綠莖的角質層，視乎角質層的厚度，大約有10%的水分是透過這途徑散失的。
3. 皮孔：水氣透過木質莖上的皮孔散失，縱使這是樹木在落葉後水分的主要散失途徑，在一般情況下佔水分散失的比例很小。

在不尋常的炎熱天氣下，蒸散作用可使得植物免于被灼伤，但適應了炎熱天氣的植物會有其他更有效的抗熱手段。

## 移動途徑

### 根部
在根部中，水分可以沿三個途徑移動：
- 質體外途徑：無生質體是指植物體內相鄰不絕的細胞壁所構成的系統（除了根部細胞內的凯氏带）。細胞壁由纖維組成，有大約50%的空位可以容納水分。當水分從由葉肉細胞向氣室蒸發，在無生質體的水分就會產生張力，透過水分子間的拉力使水分在細胞壁間移動，葉片散失的水分最終由木質部內的水分補充。
- 共質體途徑：植物細胞透過原生質絲彼此相互連接，其詳細機理尚未清晰，但可以肯定水分及溶質可以透過這系統移動而無須穿越層層的細胞膜。
- 液泡途徑：水分在植物細胞間穿過無生質體、共質體及液泡而移動，當水分從葉肉細胞（細胞A）蒸發，細胞內的水勢就會下降，相鄰的葉肉細胞（細胞B）的水勢就會比該細胞為高，從而使水分由細胞B移動向細胞A，此亦會使細胞B的水勢下降，令相鄰的葉肉細胞（細胞C）的水勢比細胞B為高，如此類推，使葉片中由高水勢的木質部至低水勢葉肉細胞間形成水勢梯度，水分就會從木質部移動向葉肉細胞。順帶一提，在此情況下令水勢下降的主因是壓力勢的下降，而非溶質勢的下降。

### 莖葉
亨利·赫瑞修·迪克遜在二十世紀初提出的蒸散—內聚力—拉力機制（transpiration-cohesion-tension mechanism）是植物生理學家公認最具代表性的運輸機制。
植物通过气孔的开合可以有效控制蒸腾作用对自身的影响。蒸腾作用在调节周边环境的温度、方面影响很大。总的说来，树木茂密的地方，降雨量比较大，温差也会相对于树木稀疏的地区少。